# Prochironomus anomalus
Prochironomus anomalus är en tvåvingeart som först beskrevs av Jean-Jacques Kieffer 1918.  Prochironomus anomalus ingår i släktet Prochironomus och familjen fjädermyggor.
Artens utbredningsområde är Tjeckien. Inga underarter finns listade i Catalogue of Life.